# Billboard Global 200

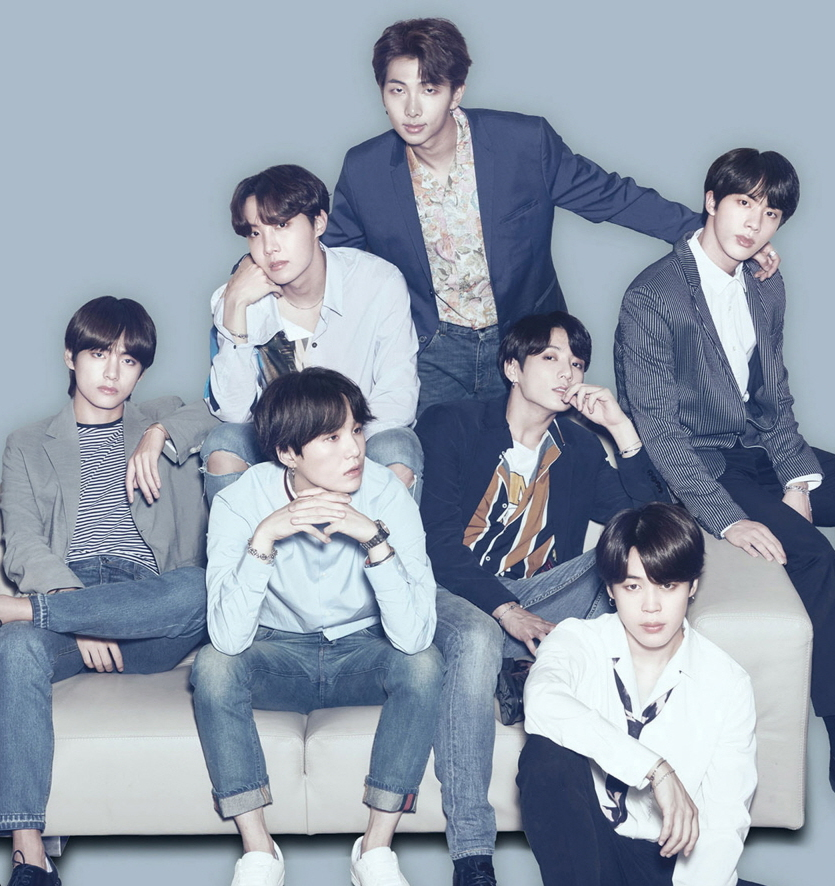
O boy group sul-coreano BTS foi quem conseguiu emplacar mais canções no n.º 1 da Global 200 e na Global 200 Excl. US, com um total de sete em ambas

A Billboard Global 200 e a Billboard Global Excl. U.S. são duas paradas musicais da Billboard, lançadas em 14 de setembro de 2020. Foram as primeiras paradas globais da revista, baseadas em streams e vendas de downloads mundiais. A Billboard Global 200 inclui dados de mais de 200 países e territórios, enquanto a Billboard Global Excl. U.S. conta com os mesmos dados, mas excluindo os números dos EUA. Ambas reúnem dados a partir de uma fórmula ponderada que incorpora apenas streams oficiais em plataformas digitais suportadas por assinatura ou publicidade e downloads dos principais varejistas de música online. Os dados são geridos pela MRC Data e pela Nielsen Music.

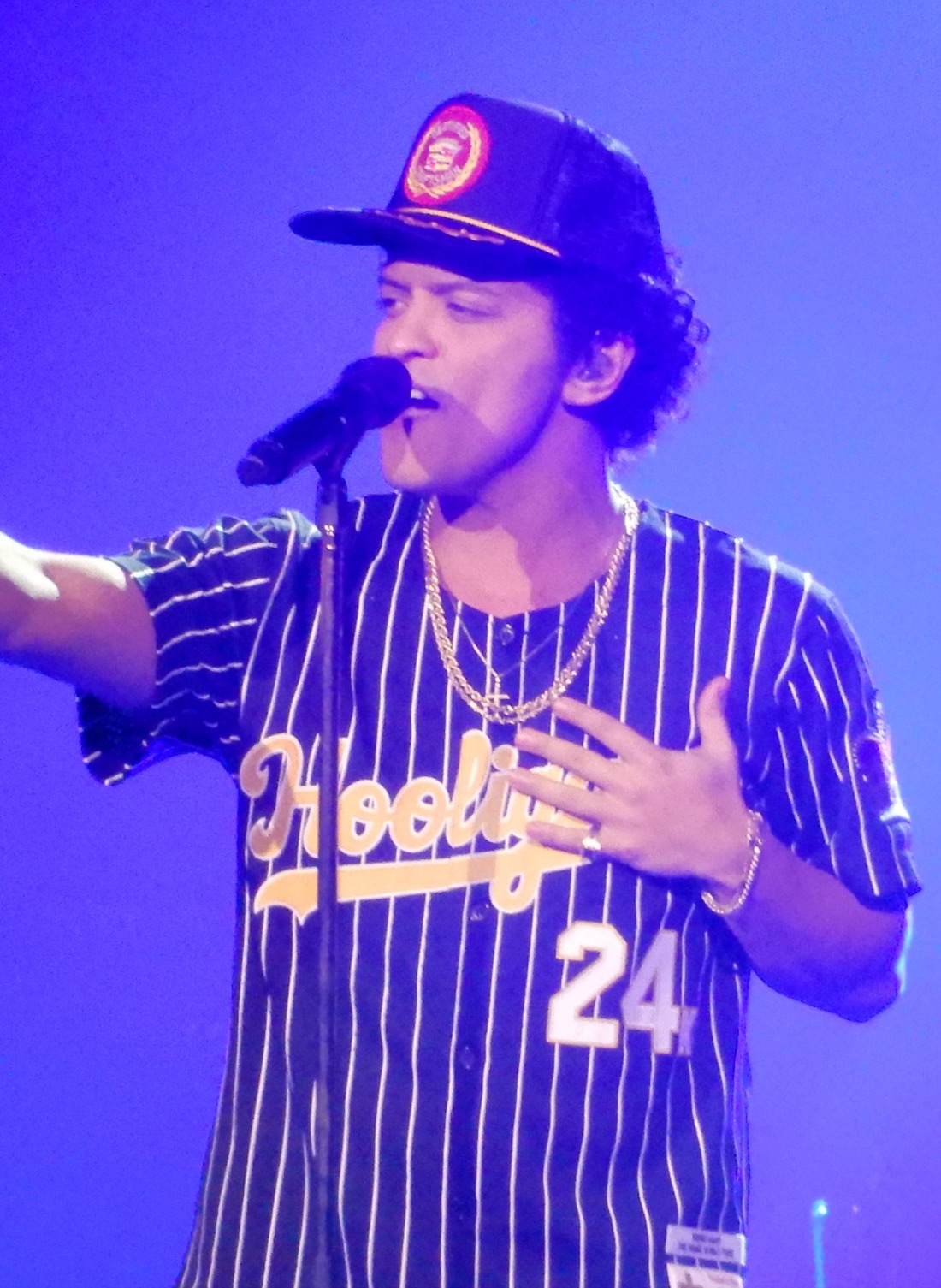
Bruno Mars é o artista recordista de mais semanas passadas no n.º 1 da Global 200 e da Global Excl. US, com um total de 31 e 36 semanas, respectivamente, com as suas colaborações com Lady Gaga ("Die with a Smile") e Rosé ("Apt."), entre setembro de 2024 e maio de 2025

As primeiras canções a estrearem no número um nas paradas Global 200 e Global Excl. U.S. foram, respectivamente, "WAP", de Cardi B - com participação especial de Megan Thee Stallion -, com 100,9 milhões de streams globais e 23 mil downloads globais vendidos, e "Hawái", de Maluma, com 85,3 milhões de streams e mil downloads vendidos.